# Església parroquial de Sant Martí (Alcàsser)
L'església parroquial de Sant Martí és un temple catòlic situat a la plaça del Castell, en el municipi d'Alcàsser. És Bé de Rellevància Local amb identificador nombre 46.16.015-001.

## Història
Cap als segles XIII i XIV existia un temple junt al castell senyorial d'Alcàsser, on el rector de Picassent deia missa per a un col·lectiu cristià reduït, perquè el poble estava habitat majoritàriament per musulmans.
La conversió dels moriscos (1526) va fer que la mesquita, situada al principi del carrer Mestre Chapí, s'adaptara com església. Cap al 1590 el baró Cristòfol Sanoguera, senyor local, costejà la construcció de l'actual temple, instituint unes riques capellanies, i disposant que fora el seu lloc de soterrament, cosa que passà el 1620.
El 1708 un incendi va destruir el temple, que va ser reconstruït a instàncies del Marquès de Bèlgida en 1725. L'obra anterior va demolir-se, edificant-se un de nou amb la col·laboració de la població local. En aquesta reedificación es va incloure la construcció d'un petit campanar. Va ser ampliada en 1805 afegint-se la cúpula i el creuer, d'estil neoclàssic. La capella de la Comunió va ser costejada per la baronessa Concepció Sanoguera de Castellví i el seu marit, el marqués de Ràfol, amb la col·laboració del poble.
La parròquia va ser constituïda el 18 de maig de 1876.
Amb motiu de la visita pastoral de l'arquebisbe Prudenci Melo (1924) es remodelaren el campanar i la façana.
Les campanes, excepte la del rellotge, van ser foses durant la Guerra Civil Espanyola per a la fabricació de munició. Al desembre de 1939 es van instal·lar unes noves. Les talles desapareguedes durant la guerra civil de 1936, varen ser subtituïdes per imatges de escultors de postguerra, algunes de Lleó Galarza.
En 2002 es va restaurar la cúpula.

## Descripció
La cúpula està rematada amb teules ceràmiques, que formen vuit faldons de color blau, limitats amb línies de teules blanques.

Conserva frescs de Sant Martí de Tours i Sant Lluís Bertran atribuïts a Vicent López, pintor de cambra de les corts de Carles IV i Ferran VII.

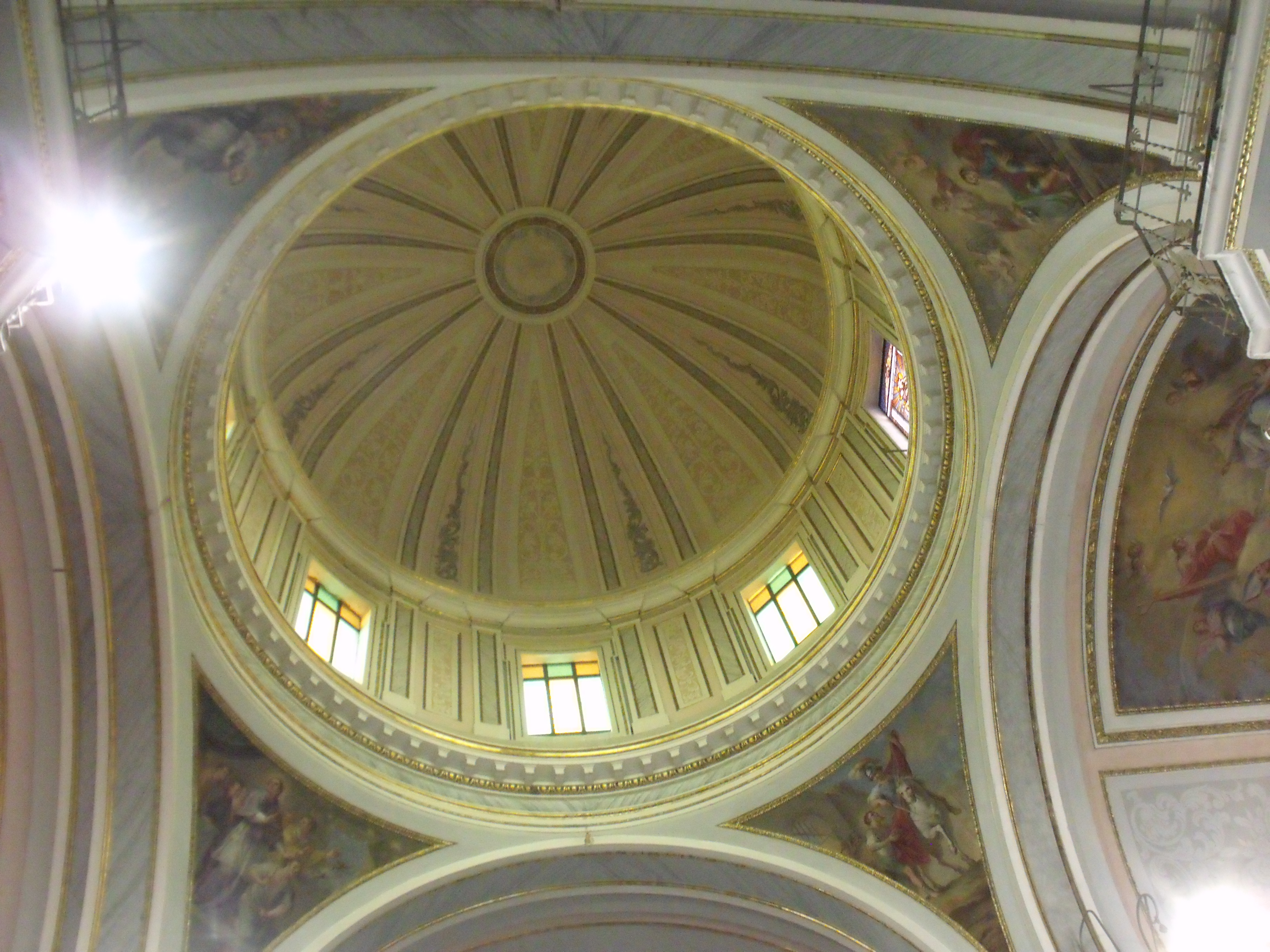
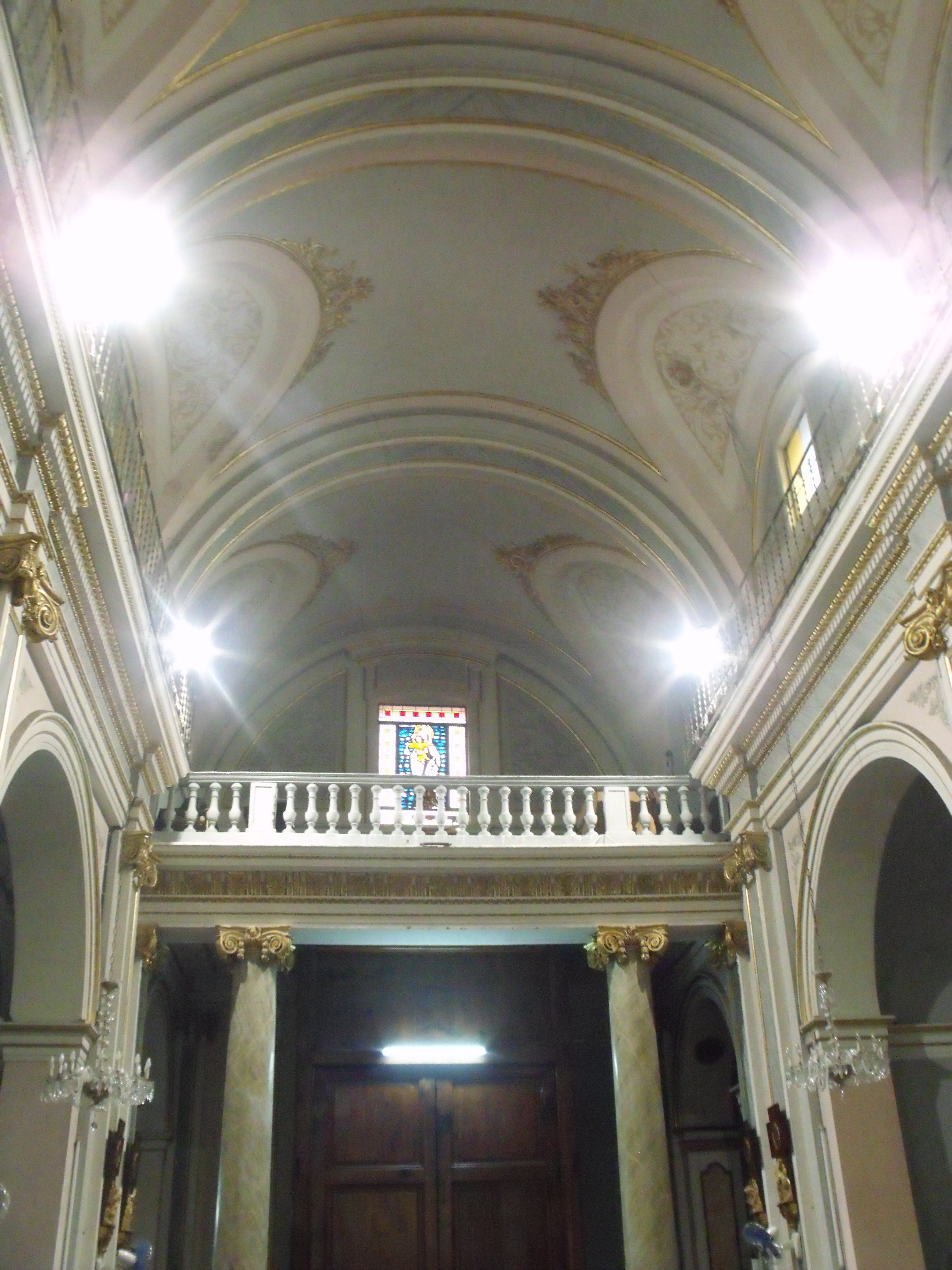
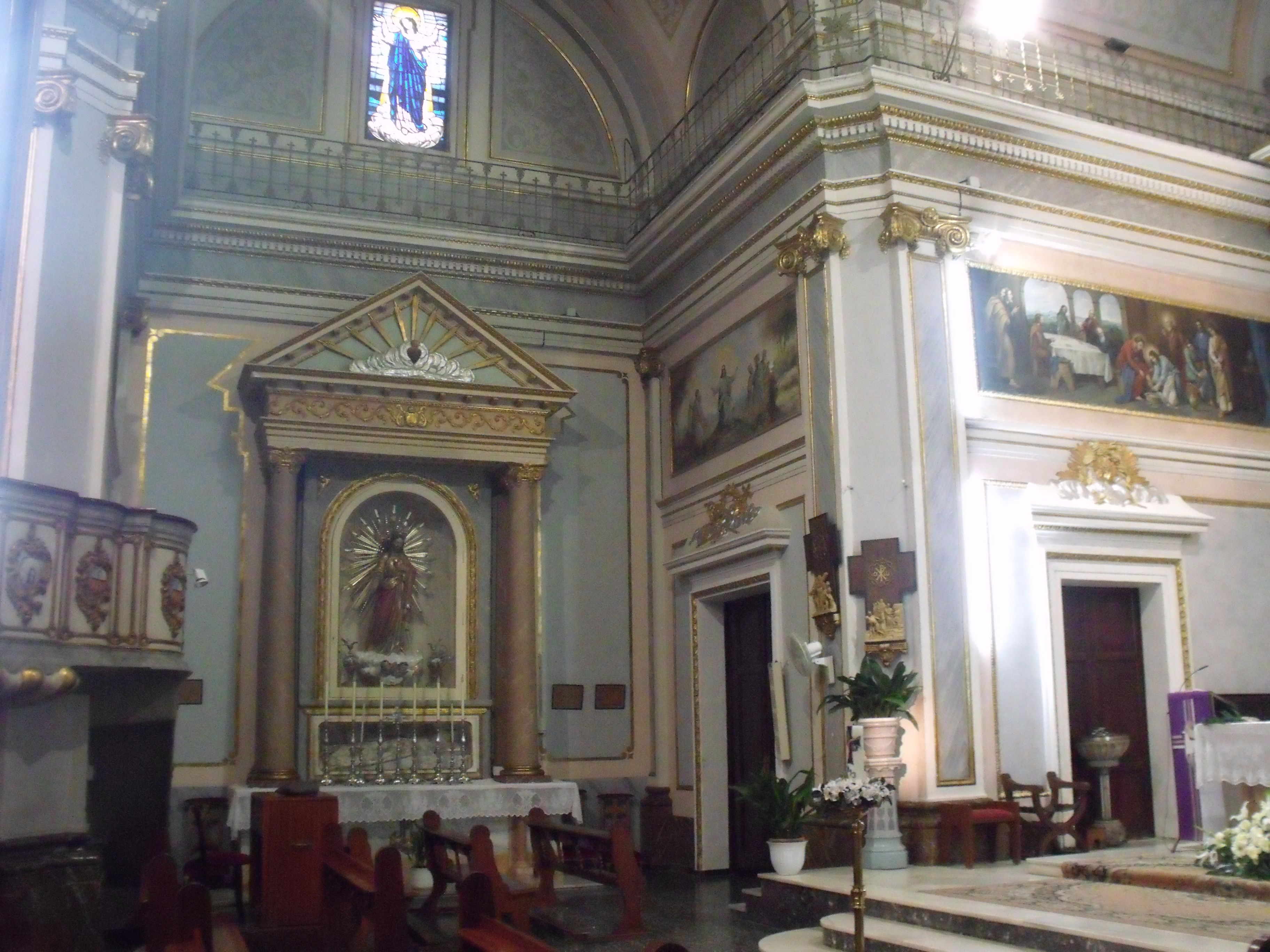
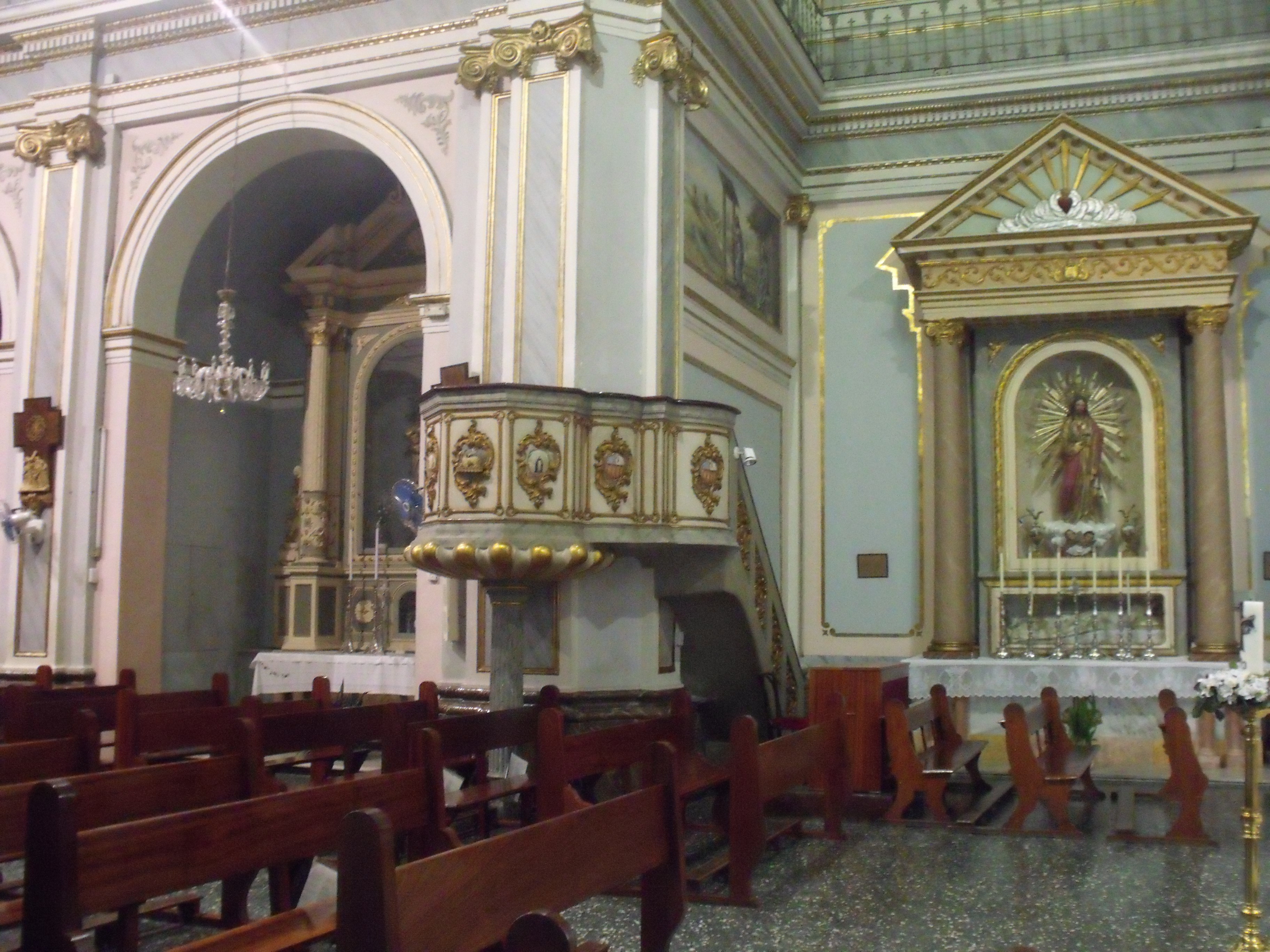
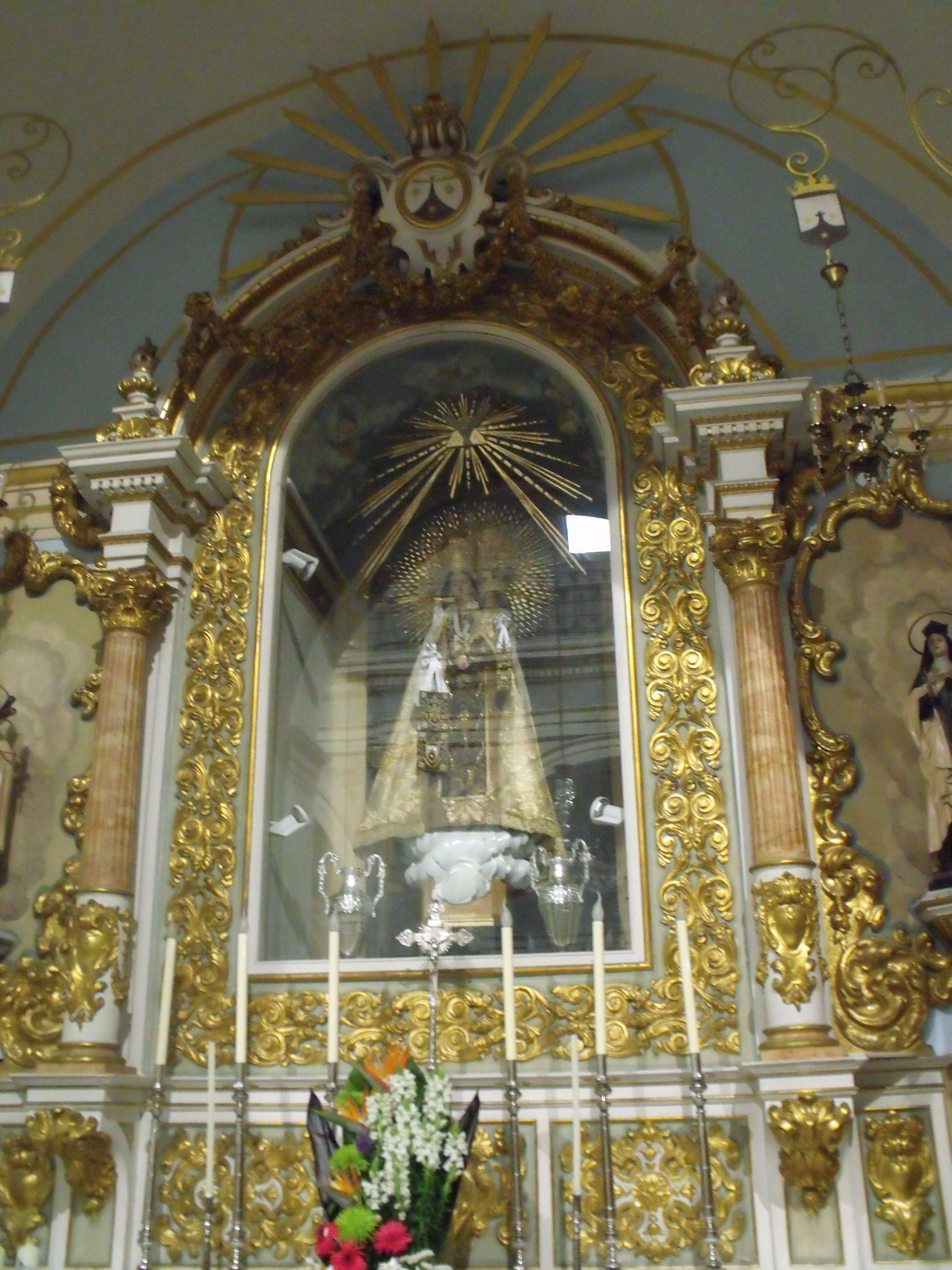